# Ala I Nerviana Augusta

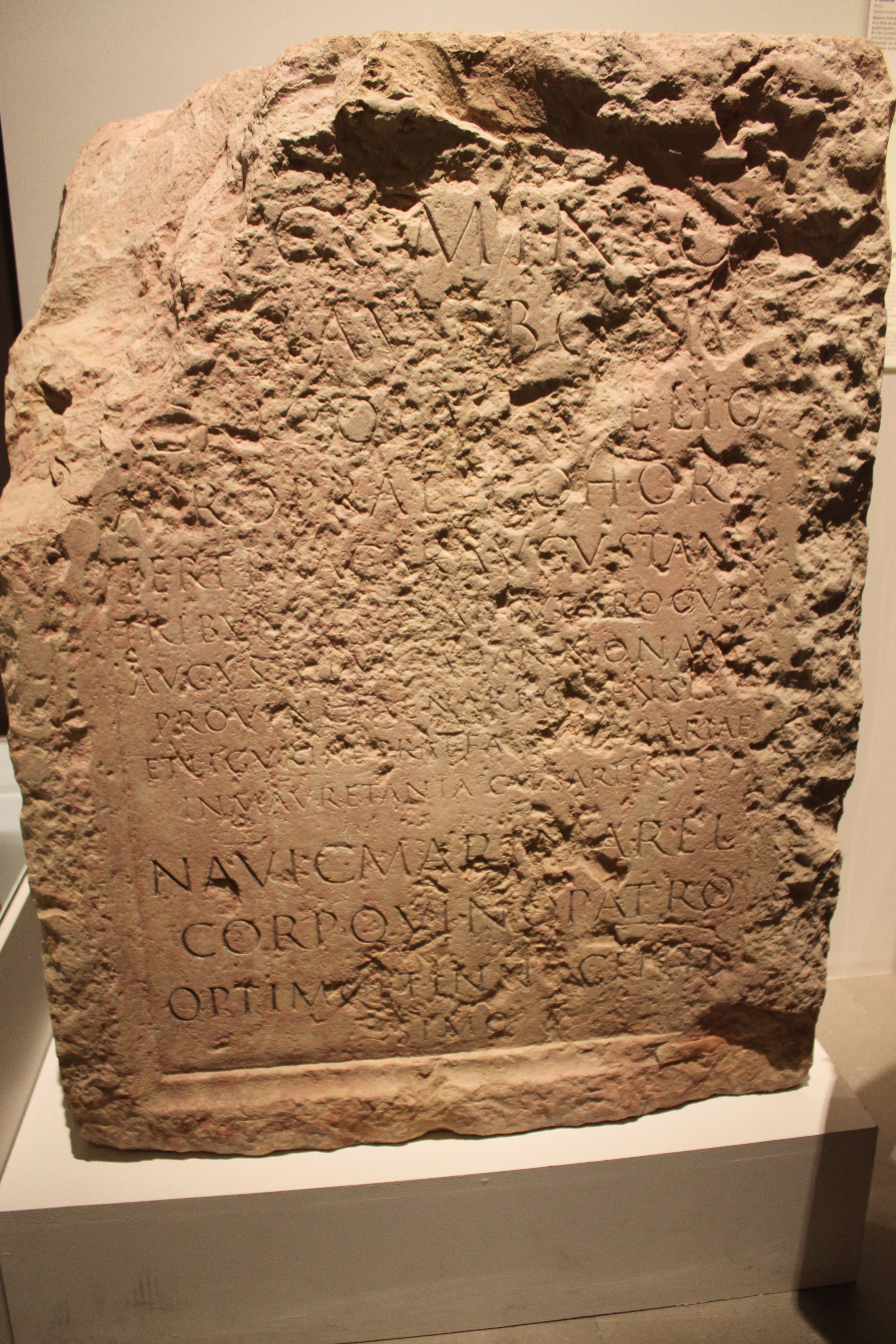
Die Inschrift des Cominius Bonus Agricola Laelius Aper

Die Ala I Nerviana Augusta [fidelis] [milliaria] (deutsch 1. Ala die Nervische die Augusteische [die treue] [1000 Mann]) war eine römische Auxiliareinheit. Sie ist durch Militärdiplome und Inschriften belegt. In den Inschriften wird die Einheit ausschließlich als Ala Miliaria bzw. Ala {\displaystyle \infty } bezeichnet; in dem Militärdiplom von 128/131 ist sie als Ala I Augusta Nerviana aufgeführt.

## Namensbestandteile
- Nerviana: die Nervische. Die Ehrenbezeichnung bezieht sich auf Nerva (96–98).

- Augusta: die Augusteische. Die Ehrenbezeichnung bezieht sich auf Augustus.

- fidelis: die treue. Der Zusatz kommt in dem Militärdiplom von 107 vor.

- milliaria, miliaria oder {\displaystyle \infty }: 1000 Mann. Die Einheit war ursprünglich wohl eine Ala quingenaria mit einer Sollstärke von 480 Mann. Spätestens bis 107 n. Chr. war sie aber zu einer Ala milliaria erweitert worden. Der Zusatz kommt in dem Militärdiplom von 107 sowie allen Inschriften vor. In dem Militärdiplom und einigen Inschriften wird statt milliaria das Zeichen {\displaystyle \infty } verwendet.

Die Einheit war eine Ala milliaria. Die Sollstärke der Ala lag bei 720 Mann, bestehend aus 24 Turmae mit jeweils 30 Reitern.

## Geschichte
Die Ala war in der Provinz Mauretania Caesariensis stationiert. Sie ist auf Militärdiplomen für die Jahre 107 bis 128/131 n. Chr. aufgeführt.
Die Einheit war vermutlich seit der Regierungszeit von Claudius (41–54) oder Nero (54–68) in der Provinz Mauretania Caesariensis stationiert. Ursprünglich war ihr Name wohl Ala Augusta; den Zusatz Nerviana erhielt sie von Nerva (96–98) für besondere Verdienste. Der erste Nachweis der Einheit in Mauretania Caesariensis beruht auf einem Diplom, das auf 107 datiert ist. In dem Diplom wird die Ala als Teil der Truppen (siehe Römische Streitkräfte in Mauretania) aufgeführt, die in der Provinz stationiert waren. Ein weiteres Diplom, das auf 128/131 datiert ist, belegt die Einheit in derselben Provinz.

## Standorte
Standorte der Ala in Mauretania Caesariensis waren möglicherweise:
- Aquae Sirenses (Benian): Die Inschriften von Caecilius Victor und Furnius Primus wurden hier gefunden.
- Caesarea (Cherchell): Die Inschriften von Longinus Muleruna, Lucius Plotius Modestus und Titus Herculianus Clemens wurden hier gefunden.
- Portus Magnus (Béthioua): Die Inschriften von Lurius Rogatus und Nonius Iulianus wurden hier gefunden.

## Angehörige der Ala
Folgende Angehörige der Ala sind bekannt:

### Kommandeure
| - Cominius Bonus Agricola Laelius Aper, ein Präfekt - P(ublius) Cassius [], ein Präfekt (AE 1912, 20) | - T(itus) Herculianus Clemens, ein Präfekt (CIL 8, 21036) |

### Sonstige
| - []s Africanus (CIL 8, 20932) - Caecilius Victor, ein Vexillarius (AE 1936, 63) - Furnius Primus, ein ehemaliger Reiter (CIL 8, 21568) - Longinus Mu[l]eruna, ein Sesquiplicarius (CIL 8, 21029) - L(ucius) Plotius Modestus, ein Decurio (CIL 8, 9389) - Lurius Rogatus, ein Reiter (CIL 8, 21617) | - Magnius Felicianus, ein Duplicarius (CIL 8, 9750) - Nonius Iulianus, ein Reiter (CIL 8, 21618) - Peticus, ein Decurio (CIL 8, 21029) - Salustius Martialis, ein Reiter (CIL 8, 21568) - Valens, ein Decurio (CIL 8, 21568) |